# Килиманджаро (регион)
Вижте пояснителната страница за други значения на Килиманджаро.
Килиманджаро е един от 26-те региона на Танзания. Разположен е в североизточната част на страната и граничи с Кения. На територията на региона е разположена планината Килиманджаро – мястото, където се намира най-високата точка на Африка. Площта на региона е 13 309 км². Населението му е 1 640 087 жители (по преброяване от август 2012 г.). Столица на региона е град Моши.

## Окръзи
Регион Килиманджаро е разделен на 6 окръга: Ромбо, Хаи, Мванга, Саме, Моши - градски и Моши - селски.